# Aaron Ness
Aaron Ness (* 18. Mai 1990 in Roseau, Minnesota) ist ein US-amerikanischer Eishockeyspieler, der seit Juli 2022 bei den Hershey Bears aus der American Hockey League (AHL) unter Vertrag steht und dort auf der Position des Verteidigers spielt. Zuvor gehörte Ness unter anderem den Organisationen der New York Islanders, Washington Capitals und Arizona Coyotes aus der National Hockey League (NHL) an, in der er 72 Partien absolvierte.

## Karriere
Aaron Ness wurde bereits als Spieler an der High School im NHL Entry Draft 2008 in der zweiten Runde als insgesamt 40. Spieler von den New York Islanders ausgewählt. Anschließend besuchte er jedoch zunächst drei Jahre lang die University of Minnesota, für deren Eishockeymannschaft er parallel in der Western Collegiate Hockey Association aktiv war. Gegen Ende der Saison 2010/11 gab der Verteidiger für das Farmteam der Islanders, die Bridgeport Sound Tigers, sein Debüt im professionellen Eishockey, als er in 13 Spielen in der American Hockey League ein Tor und drei Vorlagen erzielte. In der folgenden Spielzeit stand er erstmals für die Islanders in der National Hockey League auf dem Eis, wobei er in neun Spielen punktlos blieb. Den Großteil der Spielzeit verbrachte er allerdings erneut bei den Bridgeport Sound Tigers in der AHL.
Nach insgesamt vier Jahren in der Organisation der Islanders schloss er sich im Juli 2015 als Free Agent den Washington Capitals an, bei denen er ebenfalls hauptsächlich in der AHL bei den Hershey Bears zum Einsatz kam. Im Juli 2019 wechselte er schließlich in gleicher Weise zu den Arizona Coyotes, wo er zwei Jahre unter Vertrag stand. Nach dem Auslaufen des Vertrags wurde Ness im September 2021 ins saisonvorbereitende Trainingslager der Boston Bruins eingeladen, wo er sich schließlich für einen Vertrag bei deren Farmteam, den Providence Bruins empfahl. Von dort kehrte er im Juli 2022 zu den Hershey Bears zurück, mit denen er am Ende der Spielzeiten 2022/23 und 2023/24 die AHL-Playoffs um den Calder Cup gewann. Seit der Saison 2024/25 fungiert Ness als Mannschaftskapitän der Bears.

### International
Für die USA nahm Ness an der U18-Weltmeisterschaft 2008 teil, bei der er mit seiner Mannschaft die Bronzemedaille gewann. Im Seniorenbereich spielte er bei den Olympischen Winterspielen 2022 in der chinesischen Hauptstadt Peking, wo er mit der Mannschaft den fünften Rang belegte. In vier Turnierspielen bereitete er ein Tor vor.

## Erfolge und Auszeichnungen
| - 2008 Minnesota Mr. Hockey - 2011 WCHA All-Academic Team - 2015 Teilnahme am AHL All-Star Classic | - 2019 AHL Second All-Star Team - 2023 Calder-Cup-Gewinn mit den Hershey Bears - 2024 Calder-Cup-Gewinn mit den Hershey Bears |

### International
- 2008 Bronzemedaille bei der U18-Weltmeisterschaft

## Karrierestatistik
Stand: Ende der Saison 2023/24

### International
Vertrat die USA bei:
- U18-Junioren-Weltmeisterschaft 2008
- Olympischen Winterspielen 2022

(Legende zur Spielerstatistik: Sp oder GP = absolvierte Spiele; T oder G = erzielte Tore; V oder A = erzielte Assists; Pkt oder Pts = erzielte Scorerpunkte; SM oder PIM = erhaltene Strafminuten; +/− = Plus/Minus-Bilanz; PP = erzielte Überzahltore; SH = erzielte Unterzahltore; GW = erzielte Siegtore; 1 Play-downs/Relegation; Kursiv: Statistik nicht vollständig)